# Charles Tomlinson Griffes

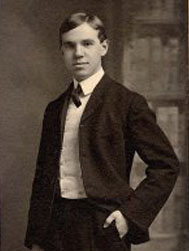
Charles Tomlinson Griffes.

Charles Tomlinson Griffes, född 17 september 1884, död 8 april 1920, var en amerikansk kompositör.
Griffes studerade i Tyskland, bland annat för Gottfried Galston i piano, Klatte i musikteori och Engelbert Humperdinck i komposition. Han återvände 1907 till USA, där han ägnade sig åt musikpedagogisk verksamhet och väckte uppmärksamhet med flera betydande tonsättningar. I Griffes produktion märks den symfoniska dikten The pleasure-dome of Kublai Khan (1920), en pianosonat (1920), Five poems of ancient China and Japan (för sång och orkester 1917), tre sånger med orkester (1919) med mera.